# Médias en occitan
 (août 2020).
Si la presse écrite a été le premier média en occitan avec des journaux comme la Boui-abaisso au XIXe siècle, elle a été rejointe par d'autres médias au XXe siècle (radio, télévision et cinéma).

## Presse écrite
La presse écrite d'Occitanie comporte des titres allant de la périodicité quotidienne à annuelle. Ils sont publiés dans les diverses langues pratiquées sur l'aire de l'Occitanie, notamment en français, italien, occitan. Une quarantaine de titres publient des textes en langue occitane, soit à côté d'articles dans d'autres langues, soit exclusivement.
- La Setmana hebdomadaire en langue occitane avec actualités diverses en graphie classique
- Jornalet informations en occitan, libre expression et graphie classique
- A Vòste informations en occitan, libre expression et graphie classique
- Prouvènço aro mensuel en graphie mistralienne
- Li Nouvello de Prouvènço mensuel en graphie mistralienne
- Aquò d'aquí périodique en provençal, graphie classique et mistralienne

## Radios
En 1984 naissance de Radio Beckwith Evangelica, une radio italienne de l'Église évangélique vaudoise. Ràdio Occitània est jumelée avec Radio Beckwith Evangelica. 
- Ràdio Lenga d'òc 95.5 FM
- Ràdio Nissa Pantai
- Radio Coupo Santo à Avignon
- Ràdio Lengadòc
- Ràdio País
- Radio Occitania qui est jumelée avec Radio Beckwith Evangelica
- Radio Pays à Paris
- Radio Albigés à Albi (Tarn)
- Ràdio 4 en Périgord et Agenais
- France Bleu Périgord (programa en pòstescota)
- France Bleu Toulouse (Les mots d'òc, conta monde)
- Alpes 1 Alpes-du-Sud (émission Nostra Lenga)

## Télévision
Parlée par plusieurs millions de personnes, la langue occitane possède une seule "chaîne de télévision" en ligne spécifique ÒC tele lancée en 2013.
Il existe aussi des programmes en occitan sur certaines chaînes.
- L'émission Viure al Pais sur France 3 Sud
- L'émission Cont(r)adas sur France 3 Aquitaine
- L'émission Vaqui sur France 3 Méditerranée
- Le journal en occitan de France 3
- TV Sud présente des reportages en occitan TV Sud
- Le journal télévisé en occitan appelé « Infòc » en languedocien et en gascon aranais sur BTV (Barcelona Televisió) en Catalogne
- La chaîne TVPI diffusant à Bayonne et en Sud-Aquitaine (Pays basque, Landes) propose un reportage en occitan par semaine.
- L'émission Arbëria TV Occitana sur Teleuropa Network en Calabre

## Internet
- Aquò d'Aquí
- Portail collectif de la langue et de la culture occitanes Occitanica
- La chambra d'òc
- L'occitan a París
- Le site du Centre inter-régional de développement de l'occitan - Mediatèca occitana, dédié au patrimoine occitan
- Manaset
- Jornalet
- Sapiencia
- OCfutura
- Oc Télé
- Infoccitània
- Radio en Occitan, émissions - Radiò Nacionala Occitana

## Films
- L'histoire d'Adrien, film de Jean-Pierre Denis en français et en occitan (dialecte limousin) sorti en 1980
- Malaterra, film français, dont les dialogues sont en grande partie en occitan (provençal).
- Il Vento fa il suo giro, film italien se déroulant dans la zone montagneuse occitanophone du val Maira, en Italie. L’occitan des valadas y occupe une grande place, aux côtés de l’italien et du français.